# 香港授勳及嘉獎制度
香港授勳及嘉獎制度由香港特別行政區政府於1997年創立（初期稱為「勳銜制度」），沿襲自英國殖民地時期的榮譽勳章制度。設立制度的最初目的是頒授予社會各界人士，以表揚他們為香港作出傑出的貢獻，或其在所屬範疇出類拔萃的成就。勳銜制度亦設有英勇勳章及各部隊獎章，對個別人士給予嘉許。除2020年及2022年外，授勳名單以及獲委任太平紳士的名單於每年7月1日香港特別行政區成立紀念日刊登於《香港政府憲報》，而授勳典禮於每年10月在禮賓府舉行。

## 勳章及獎狀類別

### 一般勳章

#### 大紫荊勳章
| 中文名稱   | 英文名稱             | 縮寫 | 簡介 | 綬帶 |
| ---------- | -------------------- | ---- | --- | ---- |
| 大紫荊勳章 | Grand Bauhinia Medal | GBM  | 香港特別行政區授勳及嘉獎制度下的最高榮譽，表揚畢生為香港作出重大貢獻的人士。獲頒者的人士可於中文名字及稱謂後加上「大紫荊勳賢」或「GBM」，並同時可終身獲得The Honourable的尊稱。 |      |

#### 紫荊星章
紫荊星章是頒授予長期致力服務公眾而成績斐然，或在所屬行業有卓越成就的人士。
| 中文名稱   | 英文名稱             | 縮寫 | 簡介 | 綬帶 |
| ---------- | -------------------- | ---- | --- | ---- |
| 金紫荊星章 | Gold Bauhinia Star   | GBS  | 頒授予對社會有重大貢獻或積極參與公共志願服務而得到高度評價的人士。獲頒者可於中文名字及稱謂後加上「GBS」 。                                                 |      |
| 銀紫荊星章 | Silver Bauhinia Star | SBS  | 頒授予長期擔任公共事務及志願工作的領導人物。獲頒者可於中文名字及稱謂後加上「SBS」。                                                                        |      |
| 銅紫荊星章 | Bronze Bauhinia Star | BBS  | 頒授予長期服務社會並有傑出表現的人士。 與銀紫荊星章比較，獲授銅紫荊星章的人士所提供的服務比較局限於個別範疇或方式。獲頒者可於中文名字及稱謂後加上「BBS」。 |      |

同時獲頒過3種星章中的2種或以上者，一般只會在名字後加上當中最高等級星章的縮寫。

#### 榮譽勳章
| 中文名稱 | 英文名稱        | 縮寫 | 簡介 | 綬帶 |
| -------- | --------------- | ---- | --- | ---- |
| 榮譽勳章 | Medal of Honour | MH   | 授勳制度下的基本勳銜，用以表揚在地區或某個範疇長期為社區服務的人士，亦頒授予表現優異的非首長級公務員。獲頒者可於中文名字及稱謂後加上「MH」。 |      |

### 英勇勳章
| 中文名稱   | 英文名稱                   | 縮寫 | 簡介 | 綬帶 |
| ---------- | -------------------------- | ---- | --- | ---- |
| 金英勇勳章 | Medal for Bravery (Gold)   | MBG  | 頒授予見義勇為，無懼高度危險，奮不顧身，堪稱英勇行為最高典範的傑出人士。獲頒者可於中文名字及稱謂後加上「MBG」 。 |      |
| 銀英勇勳章 | Medal for Bravery (Silver) | MBS  | 頒授予英勇非凡，堪稱典範的人士。獲頒者可於中文名字及稱謂後加上「MBS」。                                          |      |
| 銅英勇勳章 | Medal for Bravery (Bronze) | MBB  | 頒授予英勇過人，殊堪嘉許的人士。獲頒者可於中文名字及稱謂後加上「MBB」。                                          |      |

同時獲頒過3種英勇勳章中的2種或以上者，一般只會在名字後加上當中最高等級勳章的縮寫。

### 紀律部隊/廉政公署獎章
紀律部隊和廉政公署獎章乃頒授予警務處、消防處、入境事務處、海關、懲教署和政府飛行服務隊共六個主要紀律部隊人員及廉政公署人員，表揚他們致力服務社會、表現卓越。獎章分三類

#### 卓越獎章
卓越獎章（Distinguished Service Medals，縮寫DSM）頒授予六個主要紀律部隊和廉政公署的首長級紀律部隊人員，表揚他們致力服務社會及表現卓越。獎章類別分別為：
| 中文名稱               | 英文名稱                                                        | 縮寫  | 綬帶 |
| ---------------------- | --------------------------------------------------------------- | ----- | ---- |
| 香港警察卓越獎章       | Hong Kong Police Medal for Distinguished Service                | PDSM  |      |
| 香港消防事務卓越獎章   | Hong Kong Fire Services Medal for Distinguished Service         | FSDSM |      |
| 香港入境事務卓越獎章   | Hong Kong Immigration Service Medal for Distinguished Service   | IDSM  |      |
| 香港海關卓越獎章       | Hong Kong Customs and Excise Medal for Distinguished Service    | CDSM  |      |
| 香港懲教事務卓越獎章   | Hong Kong Correctional Services Medal for Distinguished Service | CSDSM |      |
| 政府飛行服務隊卓越獎章 | Government Flying Service Medal for Distinguished Service       | GDSM  |      |
| 香港廉政公署卓越獎章   | Hong Kong ICAC Medal for Distinguished Service                  | IDS   |      |

#### 榮譽獎章
榮譽獎章（Medal for Meritorious Service，縮寫MSM）頒授予六個主要紀律部隊和廉政公署的各級紀律部隊人員，表揚他們善於隨機應變、忠於職守，作出寶貴貢獻。這些人員能力過人、成就卓越，行為堪稱典範。獎章類別分別為：
| 中文名稱               | 英文名稱                                                      | 縮寫  | 綬帶 |
| ---------------------- | ------------------------------------------------------------- | ----- | ---- |
| 香港警察榮譽獎章       | Hong Kong Police Medal for Meritorious Service                | PMSM  |      |
| 香港消防事務榮譽獎章   | Hong Kong Fire Services Medal for Meritorious Service         | FSMSM |      |
| 香港入境事務榮譽獎章   | Hong Kong Immigration Service Medal for Meritorious Service   | IMSM  |      |
| 香港海關榮譽獎章       | Hong Kong Customs and Excise Medal for Meritorious Service    | CMSM  |      |
| 香港懲教事務榮譽獎章   | Hong Kong Correctional Services Medal for Meritorious Service | CSMSM |      |
| 政府飛行服務隊榮譽獎章 | Government Flying Service Medal for Meritorious Service       | GMSM  |      |
| 香港廉政公署榮譽獎章   | Hong Kong ICAC Medal for Meritorious Service                  | IMS   |      |

#### 長期服務獎章及加敘勳扣
長期服務獎章及加敘勳扣 （Long Service Medal and Clasps，縮寫 LSM） 頒授予六個主要紀律部隊、廉政公署、民眾安全服務隊和醫療輔助隊的各級紀律部隊人員，表揚他們具有良好品格及行為良好，並服務滿若干年份。六個主要紀律部隊及廉政公署成員服務滿18年可獲取長期服務獎章，服務滿24年將獲加敘第一勳扣，服務滿30年將獲加敘第二勳扣，服務滿33年將獲加敘第三勳扣獎章。
香港輔助警察隊成員服務滿15年時可獲取長期服務獎章，其後每服務滿10年可獲加敘勳扣，現時最高為加敘第二勳扣獎章（即服務滿35年）。
民眾安全服務隊和醫療輔助隊成員則服務滿15年時可獲取長期服務獎章，其後每服務滿5年可獲加敘勳扣，現時最高為加敘第五勳扣獎章（即服務40年）。而醫療輔助隊成員在獲得加敘第四勳扣獎章時，會以「醫療輔助事務長期服務獎章－金章」取代長期服務獎章及所屬綬帶。
類別分別為：
| 中文名稱                             | 英文名稱                                                      | 綬帶 |
| ------------------------------------ | ------------------------------------------------------------- | ---- |
| 香港警察長期服務獎章及加敘勳扣       | Hong Kong Police Long Service Medal and Clasps                |      |
| 香港輔助警察長期服務獎章及加敘勳扣   | Hong Kong Auxiliary Police Long Service Medal and Clasps      |      |
| 香港消防事務長期服務獎章及加敘勳扣   | Hong Kong Fire Services Long Service Medal and Clasps         |      |
| 香港懲教事務長期服務獎章及加敘勳扣   | Hong Kong Correctional Services Long Service Medal and Clasps |      |
| 香港入境事務長期服務獎章及加敘勳扣   | Hong Kong Immigration Service Long Service Medal and Clasps   |      |
| 香港海關長期服務獎章及加敘勳扣       | Hong Kong Customs and Excise Long Service Medal and Clasps    |      |
| 政府飛行服務隊長期服務獎章及加敘勳扣 | Government Flying Service Long Service Medal and Clasps       |      |
| 香港廉政公署長期服務獎章及加敘勳扣   | Hong Kong ICAC Long Service Medal and Clasps                  |      |
| 醫療輔助事務長期服務獎章－金章       | Auxiliary Medical Service Long Service Medal - Gold Medal     |      |
| 醫療輔助事務長期服務獎章及加敘勳扣   | Auxiliary Medical Service Long Service Medal and Clasps       |      |
| 民眾安全服務隊長期服務獎章及加敘勳扣 | Civil Aid Service Long Service Medal and Clasps               |      |

### 行政長官獎狀
一般情況而言紀律部隊/制服團體成員獲此等殊榮，即等同坊間俗稱「行政長官嘉許」（回歸前稱「港督嘉許」），在授與獎狀之同時會授與俗稱「紅雞繩」的哨繩，在穿著制服出席慶典或官式活動時配帶以彰顯其所獲榮譽。
| 中文名稱             | 英文名稱                                                     | 簡介 |
| -------------------- | ------------------------------------------------------------ | --- |
| 行政長官社區服務獎狀 | Chief Executive's Commendation for Community Service         | 頒授予在某次行為或某項工作中表現出色，或服務社區表現卓越，但稍稍未及頒授榮譽勳章要求的人士。                         |
| 行政長官公共服務獎狀 | Chief Executive's Commendation for Government/Public Service | 頒授予在某次行動或某項工作中表現出色，或為某部門或機構服務，表現卓越，但稍稍未及頒授榮譽勳章要求的公務員或公職人員。 |

## 嘉獎等級
1. 大紫荊勳章（GBM）
2. 金紫荊星章（GBS）
3. 金英勇勳章（MBG）
4. 銀紫荊星章（SBS）
5. 銀英勇勳章（MBS）
6. 各部隊卓越獎章：
  1. 香港警察卓越獎章（PDSM）
  2. 香港消防事務卓越獎章（FSDSM）
  3. 香港入境事務卓越獎章（IDSM）
  4. 香港海關卓越獎章（CDSM）
  5. 香港懲教事務卓越獎章（CSDSM）
  6. 政府飛行服務隊卓越獎章（GDSM）
  7. 香港廉政公署卓越獎章（IDS）
7. 銅紫荊星章（BBS）
8. 銅英勇勳章（MBB）
9. 各部隊榮譽獎章：
  1. 香港警察榮譽獎章（PMSM）
  2. 香港消防事務榮譽獎章（FSMSM）
  3. 香港入境事務榮譽獎章（IMSM）
  4. 香港海關榮譽獎章（CMSM）
  5. 香港懲教事務榮譽獎章（CSMSM）
  6. 政府飛行服務隊榮譽獎章（GMSM）
  7. 香港廉政公署榮譽獎章（IMS）
10. 榮譽勳章（MH）
11. 長期服務獎章及加敘勳扣
  1. 香港警察長期服務獎章及加敘勳扣
  2. 香港輔助警察長期服務獎章及加敘勳扣
  3. 香港消防事務長期服務獎章及加敘勳扣
  4. 香港懲教事務長期服務獎章及加敘勳扣
  5. 香港入境事務長期服務獎章及加敘勳扣
  6. 香港海關長期服務獎章及加敘勳扣
  7. 政府飛行服務隊長期服務獎章及加敘勳扣
  8. 香港廉政公署長期服務獎章及加敘勳扣
  9. 醫療輔助事務長期服務獎章及加敘勳扣和醫療輔助事務長期服務獎－金章
  10. 民眾安全服務隊長期服務獎章及加敘勳扣
12. 行政長官社區服務獎狀
13. 行政長官公共服務獎狀

## 授勳及嘉獎提名
各局局長和部門首長於每年收到禮賓處處長發出的一份籲請提名通告後，便擬備授勳及嘉獎的提名，提交授勳及非官守太平紳士遴選委員會（遴選委員會）考慮。為擴大提名範圍，當局更鼓勵各局及部門與其相關的非政府機構尋求提名。另外，公眾人士直接提交禮賓處處長的提名，亦會轉交有關的局或部門處理。授勳及嘉獎的名單，經由遴選委員會推薦，最後由行政長官批准。
頒授英勇勳章的提名可在年內任何時間進行，並應在有關的英勇事件發生後盡早提交給遴選委員會審議。當局可在特別行政區成立紀念日授勳名單中公布頒授英勇勳章，或在其後的適當時間另行公布。
長期服務獎章及加敘勳扣是頒授予品格堪稱典範、行為良好，並服務了若干年，期間表現良好的紀律部隊人員。廉政公署長期服務獎章和紀律部隊長期服務獎章的提名是由所屬的紀律部門首長提交給行政長官批核。

## 多次獲頒勳章或獎狀的人士

### 7次
- 鄧成東：銅英勇勳章（1998年、2004年、2014年）、政府飛行服務隊長期服務獎章、行政長官公共服務獎狀（2009年、2015年、2018年）

### 6次
- 劉賜蕙：金紫荊星章（2025年）、銀紫荊星章（2023年）、香港警察卓越獎章（2021年）、香港警察榮譽獎章（2015年）、香港警察長期服務獎章、行政長官公共服務獎狀（2021年）
- 鄧甘滿：銀紫荊星章（2013年）、香港警察卓越獎章（2009年）、香港警察榮譽獎章（1998年）、香港警察長期服務獎章、行政長官公共服務獎狀（1999年、2006年）
- 胡偉雄：銀英勇勳章（2007年）、政府飛行服務隊卓越獎章（2015年）、政府飛行服務隊長期服務獎章及第三加敍勳扣（2021年）、行政長官公共服務獎狀（2006年、2009年、2014年）
- 鄭家華：銅英勇勳章（2000年、2007年）、政府飛行服務隊長期服務獎章、行政長官公共服務獎狀（2003年、2009年、2015年）
- 丁沛東：銅英勇勳章（2003年）、政府飛行服務隊榮譽獎章（2022年）、政府飛行服務隊長期服務獎章及第二加敍勳扣（2020年）、行政長官公共服務獎狀（2004年、2009年、2018年）

### 5次
- 李家超：大紫荊勳章（2022年）、銀紫荊星章（2017年）、香港警察卓越獎章（2008年）、香港警察榮譽獎章（2000年）、香港警察長期服務獎章及加敘第三勳扣（2010年）
- 鄧竟成：金紫荊星章（2011年）、香港警察卓越獎章（2004年）、香港警察榮譽獎章（1998年）、香港警察長期服務獎章、行政長官公共服務獎狀（2006年）
- 曾偉雄：金紫荊星章（2015年）、香港警察卓越獎章（2007年）、香港警察榮譽獎章（1999年）、香港警察長期服務獎章、行政長官公共服務獎狀（2009年）
- 盧偉聰：金紫荊星章（2020年）、香港警察卓越獎章（2014年）、香港警察榮譽獎章（2009年）、香港警察長期服務獎章、行政長官公共服務獎狀（2021年）
- 簡啟恩：金紫荊星章（2025年）、香港警察卓越獎章（2023年）、香港警察榮譽獎章（2021年）、香港警察長期服務獎章、行政長官公共服務獎狀（2018年）
- 江學禮：銀紫荊星章（2025年）、香港警察榮譽獎章（2021年）、香港警察長期服務獎章、行政長官公共服務獎狀（2016年、2021年）
- 古樹鴻：香港警察卓越獎章（2007年）、香港警察榮譽獎章（1999年）、香港警察長期服務獎章及加敍第三勳扣（2010年）、行政長官公共服務獎狀（2006年、2009年）
- 李建日：銀紫荊星章（2020年）、香港消防事務卓越獎章（2015年）、香港消防事務榮譽獎章（2010年）、香港消防事務長期服務獎章、行政長官公共服務獎狀（2022年）
- 霍偉豐：銅英勇勳章（2018年）、政府飛行服務隊榮譽獎章（2012年）、政府飛行服務隊長期服務獎章、行政長官公共服務獎狀（2009年、2014年）
- 黃耀康：銅英勇勳章（2007年、2018年）、政府飛行服務隊榮譽獎章（2025年）、政府飛行服務隊長期服務獎章、行政長官公共服務獎狀（2013年）

### 4次

#### 獲得大紫荊勳章及全部三級紫荊星章者
- 陳東：	大紫荊勳章（2020年）、金紫荊星章（2011年）、銀紫荊星章（2006年）、銅紫荊星章（1998年）
- 陳振彬：大紫荊勳章（2021年）、金紫荊星章（2014年）、銀紫荊星章（2009年）、銅紫荊星章（2004年）
- 盧文端：大紫荊勳章（2021年）、金紫荊星章（2016年）、銀紫荊星章（2009年）、銅紫荊星章（2002年）
- 林淑儀：大紫荊勳章（2023年）、金紫荊星章（2017年）、銀紫荊星章（2010年）、銅紫荊星章（2003年）

#### 獲得全部三級紫荊星章者及榮譽勳章者
- 盧偉國：金紫荊星章（2021年）、銀紫荊星章（2015年）、銅紫荊星章（2009年）、榮譽勳章（2001年）
- 邱浩波：金紫荊星章（2021年）、銀紫荊星章（2013年）、銅紫荊星章（2006年）、榮譽勳章（2001年）
- 許宗盛：金紫荊星章（2022年）、銀紫荊星章（2014年）、銅紫荊星章（2009年）、榮譽勳章（2000年）
- 簡志豪：金紫荊星章（2024年）、銀紫荊星章（2019年）、銅紫荊星章（2007年）、榮譽勳章（2000年）
- 陳小玲：金紫荊星章（2025年）、銀紫荊星章（2016年）、銅紫荊星章（2007年）、榮譽勳章（2001年）

#### 紀律部隊人員
- 鄧炳強：金紫荊星章（2022年）、香港警察卓越獎章（2018年）、香港警察長期服務獎章、行政長官公共服務獎狀（2021年）
- 蕭澤頤：金紫荊星章（2025年）、香港警察卓越獎章（2021年）、香港警察榮譽獎章（2016年）、香港警察長期服務獎章
- 區志光：金紫荊星章（2025年）、香港警察卓越獎章（2017年）、香港警察榮譽獎章（2011年）、香港警察長期服務獎章
- 任達榮：銀紫荊星章（2010年）、香港警察卓越獎章（2005年）、香港警察長期服務獎章、行政長官公共服務獎狀（2006年）
- 馬維騄：銀紫荊星章（2015年）、香港警察卓越獎章（2012年）、香港警察榮譽獎章（2005年）、香港警察長期服務獎章
- 黃志雄：銀紫荊星章（2017年）、香港警察卓越獎章（2014年）、香港警察榮譽獎章（2008年）、香港警察長期服務獎章
- 周國良：銀紫荊星章（2018年）、香港警察卓越獎章（2014年）、香港警察榮譽獎章（2006年）、香港警察長期服務獎章
- 劉業成：銀紫荊星章（2019年）、香港警察卓越獎章（2016年）、香港警察榮譽獎章（2010年）、香港警察長期服務獎章
- 劉志強：香港警察卓越獎章（2009年）、香港警察榮譽獎章（2000年）、香港警察長期服務獎章、行政長官公共服務獎狀（2003年）
- 孫貴良：香港警察卓越獎章（2010年）、香港警察長期服務獎章、行政長官公共服務獎狀（2006年、2009年(？)）
- 羅夢熊：香港警察卓越獎章（2015年）、香港警察榮譽獎章（2010年）、香港警察長期服務獎章、行政長官公共服務獎狀（2016年）
- 莊定賢：香港警察卓越獎章（2022年）、香港警察長期服務獎章、行政長官公共服務獎狀（2016年、2020年）
- 陶輝：	香港警察卓越獎章（2022年）、香港警察長期服務獎章、行政長官公共服務獎狀（2016年、2020年）
- 陳綺麗：香港警察卓越獎章（2024年）、香港警察榮譽獎章（2019年）、香港警察長期服務獎章、行政長官公共服務獎狀（2021年）
- 李桂華：銅紫荊星章（2025年）、香港警察榮譽獎章（2020年）、香港警察長期服務獎章、行政長官公共服務獎狀（2021年）
- 葉智強：香港警察榮譽獎章（2016年）、香港警察長期服務獎章、行政長官公共服務獎狀（2009年、2010年）
- 黎文軒：銀紫荊星章（2016年）、香港消防事務卓越獎章（2009年）、香港消防事務榮譽獎章（2004年）、香港消防事務長期服務獎章
- 陳威豪：香港消防事務榮譽獎章（2018年）、香港消防事務長期服務獎章、行政長官公共服務獎狀（2009年、2013年）
- 孔榮遠：香港消防事務長期服務獎章及第一加敍勳扣（2023年）、行政長官公共服務獎狀（2010年、2016年、2020年）(？)
- 單日堅：銀紫荊星章（2014年）、香港懲教事務卓越獎章（2007年）、香港懲教事務長期服務獎章、行政長官公共服務獎狀（2009年）

- 黎棟國：金紫荊星章（2016年）、銀紫荊星章（2008年）、香港入境事務卓越獎章（2001年）、香港入境事務長期服務獎章
- 白韞六：金紫荊星章（2022年）、銀紫荊星章（2011年）、香港入境事務卓越獎章（2006年）、香港入境事務長期服務獎章
- 陳國基：金紫荊星章（2022年）、銀紫荊星章（2016年）、香港入境事務卓越獎章（2009年）、香港入境事務長期服務獎章
- 鄧以海：銀紫荊星章（2021年）、香港海關卓越獎章（2019年）、香港海關榮譽獎章（2014年）、香港海關長期服務獎章
- 何珮珊：銀紫荊星章（2025年）、香港海關卓越獎章（2022年）、香港海關榮譽獎章（2017年）、香港海關長期服務獎章
- 周廣：	香港海關卓越獎章（2004年）、香港海關榮譽獎章（1998年）、香港海關長期服務獎章、行政長官公共服務獎狀（2009年）
- 譚偉綸：香港海關卓越獎章（2010年）、香港海關榮譽獎章（2005年）、香港海關長期服務獎章、行政長官公共服務獎狀（2009年）
- 陳志培：銀英勇勳章（2007年）、銅英勇勳章（2004年）、政府飛行服務隊榮譽獎章（2005年）、政府飛行服務隊長期服務獎章
- 翟海亮：銀英勇勳章（2007年、2014年）、政府飛行服務隊長期服務獎章、行政長官公共服務獎狀（1998年）
- 陳兆基：銀英勇勳章（2007年）、銅英勇勳章（2018年）、政府飛行服務隊長期服務獎章及第二加敍勳扣（2022年）、行政長官公共服務獎狀（2004年）
- 李健祥：銅英勇勳章（2004年、2007年）、政府飛行服務隊長期服務獎章、行政長官公共服務獎狀（1998年）
- 馬信康：政府飛行服務隊卓越獎章（2010年）、銅英勇勳章（1998年）、行政長官公共服務獎狀（2020年）、政府飛行服務隊長期服務獎章及第二加敍勳扣（2022年）
- 陳家陶：政府飛行服務隊卓越獎章（2021年）、銅英勇勳章（2003年）、政府飛行服務隊長期服務獎章、行政長官公共服務獎狀（2023年）
- 梁敏超：政府飛行服務隊卓越獎章（2024年）、銅英勇勳章（2007年）、政府飛行服務隊長期服務獎章、行政長官公共服務獎狀（2023年）
- 黃騰堅：政府飛行服務隊榮譽獎章（2010年）、政府飛行服務隊長期服務獎章、行政長官公共服務獎狀（2004年、2007年）
- 蔡德文：政府飛行服務隊榮譽獎章（2011年）、政府飛行服務隊長期服務獎章、行政長官公共服務獎狀（1998年、2009年）
- 陳勇璇：政府飛行服務隊長期服務獎章、行政長官公共服務獎狀（1998年、2003年、2018年）

#### 其他人士
- 沈金康：銀紫荊星章（2022年）、銅紫荊星章（2011年）、榮譽勳章（2006年）、行政長官社區服務獎狀（1999年）
- 黃碧嬌：銀紫荊星章（2024年）、銅紫荊星章（2016年）、榮譽勳章（2008年）、行政長官社區服務獎狀（2000年）

### 獲得全部三級紫荊星章者
| 姓名   | 獲頒金紫荊星章年份 | 獲頒銀紫荊星章年份 | 獲頒銅紫荊星章年份 |
| ------ | ------------------ | ------------------ | ------------------ |
| 丁毓珠 | 2011               | 2006               | 2001               |
| 吳仕福 | 2013               | 2006               | 1998               |
| 李宗德 | 2013               | 2008               | 2000               |
| 周振基 | 2017               | 2008               | 2002               |
| 蒲祿祺 | 2018               | 2012               | 1999               |
| 黃定光 | 2017               | 2012               | 2004               |
| 陳鎮仁 | 2019               | 2013               | 2007               |
| 彭長緯 | 2020               | 2015               | 2008               |
| 黃國健 | 2021               | 2014               | 2006               |
| 陳清霞 | 2022               | 2015               | 2005               |
| 陳家駒 | 2022               | 2017               | 1998               |
| 司徒偉 | 2023               | 2013               | 2003               |
| 鄧日燊 | 2023               | 2016               | 2000               |
| 雷添良 | 2023               | 2017               | 2008               |
| 胡曉明 | 2023               | 2017               | 2011               |
| 陳淑薇 | 2023               | 2018               | 2000               |
| 黃玉山 | 2023               | 2018               | 2004               |
| 林正財 | 2025               | 2019               | 2008               |
| 陳耀星 | 2025               | 2010               | 2003               |

## 授勳爭議
2001年，特區政府向六七暴動的左派領袖楊光，頒發最高榮譽的大紫荊勳章，引發極大爭議，由於楊光在當年是「各界鬥委會主任」，鬥委會在楊光領導下發動街頭炸彈恐怖襲擊浪潮，其發起的「遍地菠蘿」在香港社區大量放置土製炸彈，在1967年5月至12月間在香港各區至少有8,074件疑似爆炸品被放置或投擲，當中有1,167枚真炸彈，炸彈恐襲遍及電車站、碼頭、兒童遊樂場、郵局及銀行等，造成大量無辜市民死傷，有兒童無辜被炸死，更有不少商人因而將資金撤出香港，引發六七股災，令香港經濟蒙受極大的打擊，各界鬥委會又鼓勵中小學生組成學生鬥委會，促使年輕學生參與製造土製炸彈及放置真假炸彈的恐怖活動。有市民不滿楊光受勳，參加遊行抗議，更大叫「殺人放火金腰帶，修橋築路無屍骸」，批評這是對在六七暴動中被炸死的無辜市民作出莫大侮辱，有六七暴動殉職警務人員的兒子怒斥特區政府冷酷。時任特首董建華在事後表示，因為讚揚楊光對勞工界等貢獻，故頒授勳章給他作為肯定，但迴避了楊光在六七暴動中的角色這個極受爭議的部分，曾經是鬥委會成員的《新晚報》總編輯羅孚認為董建華提出的辯解講不通，因為鬥委會對暴動有責任，而工聯會也是鬥委會的一部分，因此特區政府不應顛倒是非，這樣頒發勳章是對六七暴動的恐怖主義行為採取肯定的態度。由於時任特首董建華及律政司司長梁愛詩都曾經在左派學校中華中學就讀，六七暴動時期中華中學成為左派暴徒製造土製炸彈的兵工廠，更因為有學生製造炸彈時發生意外受傷而被政府勒令關閉，雖然董梁兩人與此事無關，但2001年董建華向發起暴動的楊光頒發最高榮譽的大紫荊勳章，同時又向反對暴動的商業電台創辦人何佐芝頒發低一級的金紫荊星章，董建華的做法被認為帶有為六七暴動平反之意。

## 褫奪機制
為維持香港特別行政區授勳及嘉獎制度具高度完善持正水平，如獲授勳／嘉獎人士的行為，會對其應否繼續擁有該勳銜／獎狀構成疑問，例如因被定罪而入獄一年或以上，不論是否獲得緩刑，或作出有損授勳及嘉獎制度的名聲的行為等，政府會考慮是否須褫奪其勳銜／獎狀。禮賓處處長會啟動褫奪機制，處理獲悉的褫奪勳銜／獎狀個案。每宗褫奪勳銜／獎狀的個案須由行政長官親自批准。政府會在刊憲撤除勳銜，將獲授勳或嘉獎人士的姓名從授勳名單中剔除，並收回其所有由特區政府頒發的勳章／獎狀。
香港特別行政區自成立以來，先後共有11人的勳章被褫奪，其中洪承禧、胡詠紀、蔣世昌皆曾於獲頒勳章後，先後因貪污罪行入獄，政府於2012年11月2日刊憲宣佈將這三名人士從特區授勳及嘉許名單中除名；梁淑貞則於2012年獲裁定欺詐罪成判監15個月，政府於2014年1月10日刊憲把梁淑貞從特區授勳及嘉獎名單中剔除；許仕仁和郭炳江於2014年12月貪污案分別被判監7年半和5年，最終在2017年6月上訴被終審法院駁回，政府於2018年3月2日刊憲把兩人從特區授勳及嘉獎名單中剔除；劉夢熊於2016年2月29日在區域法院被裁定妨礙司法公正罪名成立，判監18個月。劉夢熊出獄後仍就案件上訴，惟2019年被駁回。政府於2020年4月3日刊憲把此人從特區授勳及嘉獎名單中剔除。單仲偕與楊森因2019年10月1日遊行中組織未經批准集結一案，單仲偕被判入獄14個月、緩刑24個月，而楊森被判囚14個月，戴耀廷因2014年發起佔領行動，被裁定串謀犯公眾妨擾罪等，判監1年4個月。政府於2022年6月10日刊憲把這三人從特區授勳及嘉獎名單中剔除。張震遠於2020年7月因串謀詐騙和欺詐罪成，被判入獄4年，2022年2月申請上訴許可被拒，政府於2022年11月11日刊憲把從特區授勳及嘉許名單中剔除。
值得一提的是，香港坊間常以「搣柴」一詞來形容褫奪勳章的決定。根據一個說法，「搣柴」一詞應該來自香港警察術語「飛柴」（警員被貶職級）。

### 被褫奪勳銜人士列表
| 姓名   | 原獲授勳銜 | 獲頒年份 | 被褫奪日期     |
| ------ | ---------- | -------- | -------------- |
| 胡詠紀 | 榮譽勳章   | 1998年   | 2012年11月2日  |
| 洪承禧 | 銀紫荊星章 | 1999年   | 2012年11月2日  |
| 蔣世昌 | 榮譽勳章   | 2003年   | 2012年11月2日  |
| 梁淑貞 | 榮譽勳章   | 2008年   | 2014年1月10日  |
| 許仕仁 | 金紫荊星章 | 1998年   | 2018年3月2日   |
| 許仕仁 | 大紫荊勳章 | 2007年   | 2018年3月2日   |
| 郭炳江 | 銀紫荊星章 | 2007年   | 2018年3月2日   |
| 劉夢熊 | 銅紫荊星章 | 2010年   | 2020年4月3日   |
| 單仲偕 | 銀紫荊星章 | 2007年   | 2022年6月10日  |
| 楊森   | 銀紫荊星章 | 2010年   | 2022年6月10日  |
| 戴耀廷 | 榮譽勳章   | 2001年   | 2022年6月10日  |
| 張震遠 | 金紫荊星章 | 2010年   | 2022年11月11日 |

## 統計數字
| 勳章或獎狀           | 1997 | 1998 | 1999 | 2000 | 2001 | 2002 | 2003 | 2004 | 2005 | 2006 | 2007 | 2008 | 2009 | 2010 | 2011 | 2012 | 2013 | 2014 | 2015 | 2016 | 2017 | 2018 | 2019 | 2020 | 2021 | 2022 | 2023 | 2024 |
| -------------------- | ---- | ---- | ---- | ---- | ---- | ---- | ---- | ---- | ---- | ---- | ---- | ---- | ---- | ---- | ---- | ---- | ---- | ---- | ---- | ---- | ---- | ---- | ---- | ---- | ---- | ---- | ---- | ---- |
| 大紫荊勳章           | 12   | 4    | 5    | 5    | 3    | 4    | -    | -    | 2    | 3    | 4    | 4    | 3    | 7    | 2    | 6    | 4    | 2    | 4    | 7    | 12   | 4    | 2    | 4    | 7    | 7    | 5    | 5    |
| 金紫荊星章           | -    | 13   | 17   | 17   | 20   | 18   | 20   | 15   | 7    | 6    | 9    | 8    | 12   | 12   | 16   | 16   | 9    | 11   | 14   | 18   | 25   | 10   | 11   | 15   | 18   | 25   | 10   | 12   |
| 金英勇勳章           | -    | 2    | 2    | 3    | 1    | 1    | 1    | 1    | 1    | 3    | 2    | 2    | -    | 2    | 3    | -    | -    | -    | 1    | 2    | 1    | -    | -    | 4    | -    | -    | -    | -    |
| 銀紫荊星章           | -    | 18   | 25   | 17   | 19   | 25   | 22   | 23   | 20   | 21   | 24   | 24   | 27   | 23   | 30   | 36   | 23   | 27   | 13   | 23   | 35   | 20   | 23   | 22   | 22   | 28   | 28   | 24   |
| 銀英勇勳章           | -    | -    | 5    | 2    | 5    | 1    | 8    | 1    | 2    | -    | 6    | -    | -    | -    | -    | -    | -    | 2    | -    | 1    | -    | 4    | 3    | 7    | 4    | 1    | 2    | 1    |
| 卓越獎章             | -    | 9    | 4    | 10   | 9    | 11   | 6    | 11   | 12   | 11   | 8    | 9    | 10   | 10   | 9    | 8    | 7    | 10   | 11   | 11   | 11   | 12   | 16   | 14   | -    | -    | 15   | 14   |
| 銅紫荊星章           | -    | 34   | 33   | 47   | 43   | 46   | 44   | 63   | 38   | 47   | 46   | 45   | 43   | 42   | 54   | 56   | 56   | 43   | 51   | 60   | 66   | 40   | 41   | 40   | 41   | 45   | 41   | 40   |
| 銅英勇勳章           | -    | 4    | 3    | 8    | 3    | -    | 4    | 7    | -    | -    | 10   | 1    | 1    | -    | -    | -    | -    | 2    | 2    | 7    | 9    | 9    | 7    | 8    | 4    | -    | 3    | -    |
| 榮譽獎章             | -    | 42   | 47   | 57   | 49   | 49   | 54   | 56   | 55   | 49   | 47   | 47   | 41   | 42   | 43   | 44   | 45   | 45   | 45   | 45   | 45   | 46   | 46   | -    | -    | 61   | 46   | 46   |
| 榮譽勳章             | -    | 37   | 57   | 66   | 59   | 69   | 74   | 76   | 65   | 61   | 60   | 73   | 59   | 63   | 71   | 64   | 73   | 76   | 74   | 72   | 63   | 60   | 96   | 78   | 83   | 115  | 90   | 105  |
| 行政長官社區服務獎狀 | -    | 42   | 53   | 53   | 43   | 45   | 64   | 75   | 47   | 42   | 47   | 38   | 111  | 51   | 80   | 47   | 51   | 45   | 66   | 48   | 45   | 53   | 113  | 195  | 165  | 231  | 75   | 86   |
| 行政長官公共服務獎狀 | -    | 24   | 17   | 34   | 17   | 25   | 25   | 49   | 24   | 34   | 21   | 19   | 136  | 54   | 24   | 18   | 69   | 20   | 17   | 45   | 19   | 24   | 41   | 253  | 335  | 376  | 88   | 170  |
| 總數                 | 12   | 229  | 268  | 319  | 271  | 294  | 322  | 377  | 273  | 277  | 284  | 270  | 443  | 306  | 332  | 295  | 337  | 283  | 298  | 339  | 331  | 282  | 399  | 687  | 746  | 887  | 403  | 503  |

- 註：已扣除被褫奪的勳章或獎狀
- 來源：統計數字 （页面存档备份，存于）

## 外部連結
- 政府總部禮賓處 - 授勳及嘉獎 （页面存档备份，存于）